# The Road to Oxiana
 (juillet 2016).
Si vous disposez d'ouvrages ou d'articles de référence ou si vous connaissez des sites web de qualité traitant du thème abordé ici, merci de compléter l'article en donnant les références utiles à sa vérifiabilité et en les liant à la section « Notes et références ».
The Road to Oxiana est un récit de voyage écrit par Robert Byron, publié pour la première fois en 1937. Il a été traduit en français en 2002 sous le titre La Route d'Oxiane. 
Le mot Oxiane fait référence à la région le long de la frontière au nord de l'Afghanistan.
Ce livre est le récit d'un voyage de dix mois effectué au Moyen-Orient par Byron en 1933-1934, en compagnie de Christopher Sykes. Il est rédigé sous la forme d'un journal, avec une première entrée à Venise le 20 août 1933, après quoi Byron a voyagé en bateau jusqu'à Chypre, avant de poursuivre en Palestine, Syrie, Irak, Perse et Afghanistan. Le voyage se termine en Inde à Peshawar (aujourd'hui au Pakistan), le 19 juin 1934.